# هتل زتر
هتل زتر (به انگلیسی: Zetter Hotel) یک هتل است که در ناحیه کلارکنول شهر لندن در انگلستان قرار دارد. این هتل متعلق به گروه زتر است و در مجموع ۶۰ اتاق دارد.